# مويسيس دويناس
مويسيس دويناس (بالإسبانية: Moisés Dueñas)‏ مواليد 10 مايو 1981 في إسبانيا، هو دراج إسباني في صنف سباق الدراجات على الطريق.

## سجل النتائج

### المراكز
- حقق المركز الـ 61 في سباق طواف فرنسا 2006
- حقق المركز الـ 39 في سباق طواف فرنسا 2007

## روابط خارجية
- مويسيس دويناس على موقع الاتحاد الدولي للدراجات (الإنجليزية)
- مويسيس دويناس على موقع أرشيف الدراجات (الإنجليزية)
- مويسيس دويناس على موقع إحصائيات الدراجات الإحترافية (الإنجليزية)
- مويسيس دويناس على موقع نسبة الدراجات (الإنجليزية)
- مويسيس دويناس على موقع CycleBase (الإنجليزية)